# Жукув (Жирардовський повіт)
Жукув (пол. Żuków) — село в Польщі, у гміні Пуща-Марянська Жирардовського повіту Мазовецького воєводства.
Населення — 40 осіб (2011).
У 1975-1998 роках село належало до Скерневицького воєводства.

## Демографія
Демографічна структура станом на 31 березня 2011 року:
|          | Загалом | Допрацездатний вік | Працездатний вік | Постпрацездатний вік |
| -------- | ------- | ------------------ | ---------------- | -------------------- |
| Чоловіки | 20      | 4                  | 14               | 2                    |
| Жінки    | 20      | 5                  | 7                | 8                    |
| Разом    | 40      | 9                  | 21               | 10                   |